# A las Barricadas
A las Barricadas ("Till barrikaderna") var en av de spanska anarkisternas mest populära sånger under det spanska inbördeskriget. "A las Barricadas" sjungs till melodin för den polska revolutionssången "Warszawianka". Texten till den spanska varianten skrevs av Valeriano Orobón Fernández 1936, och baserades delvis på de ursprungliga polska texterna av Wacław Święcicki.
Den "konfederation" som den sista strofen hänvisar till är den syndikalistiska fackföreningen CNT (spanska: Confederación Nacional del Trabajo - "Nationella Arbetare-konfederationen"), som vid den tiden var den största fackföreningen och huvudsaklig organisation för anarkismen i Spanien, och därmed en av de organisationer som stod i främsta ledet i motståndet mot Francisco Francos militärkupp mot den spanska republiken 1936–1939.